# Tasques domèstiques

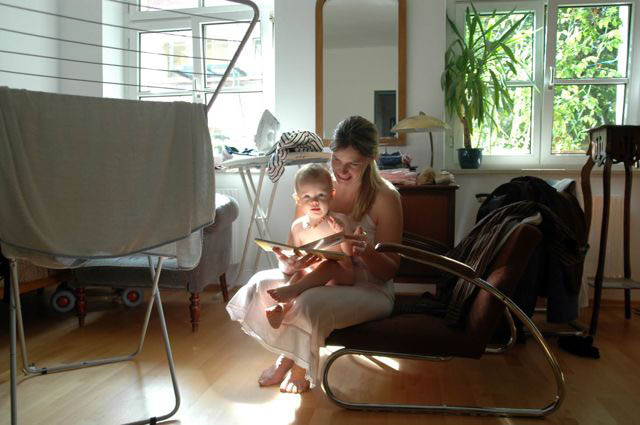
Mare llegint un conte al seu fill entre l'estenedor i la taula de planxar, 2007. Les dones històricament han exercit la majoria de les tasques domèstiques lligades amb l'alimentació de la família, la neteja de la casa, la cura de la roba i la vestimenta, a més de la criança dels fills i la seva educació així com la cura d'ancians i malalts. La incorporació de la dona al treball i l'emancipació de la dona han alterat la condició femenina en relació amb les tasques domèstiques provocant el repartiment de tasques amb els homes així com la consideració social del treball reproductiu realitzat per les dones. Les tasques domèstiques també són exercides per treballadors professionals contractats com les empleades de llar, curadors, cuiners, etc.

Les tasques domèstiques són les que s'efectuen regularment en la llar, com ara cuinar, posar i servir la taula, netejar, endreçar, fer la compra diària o altres compres, pagar els comptes, fer el manteniment de l'equipament domèstic o la cura dels nens i les persones dependents. També impliquen la gestió dels diners assignats per a tals usos en la família (economia domèstica); i, per extensió, pot al·ludir a tasques similars fora de l'àmbit domèstic, com les que asseguren el funcionament d'una oficina o organització, així com al manteniment de sistemes d'emmagatzematge informàtic.

## Realització del treball domèstic

### De lamestressa de casaa la reivindicació del treball reproductiu
El tradicional repartiment de tasques per sexes de la societat preindustrial assignava a la dona, com a mestressa de casa, la major part d'aquestes de tasques, de manera que es consideraven tasques pròpies del seu sexe, i en la indicació administrativa de l'ocupació professional es notava com a la feina de casa. En els estudis feministes i economia marxista en relació amb la desigualtat de gènere s'utilitza l'expressió treball reproductiu. La condició de treball d'aquestes activitats no porta amb si la condició de feina professional, perquè no entra en el mercat de treball, amb la qual cosa tampoc no comporta les cotitzacions i protecció social corresponent (seguretat social, assegurança de desocupació, assegurança de malaltia, pensió de retirada, etc.).

### Tasques domèstiques executades per treballadors
Les tasques domèstiques també poden ser realitzades per treballadors (tradicionalment anomenats "servents" o "minyones" per llur condició quasifamiliar) que, en condicions socials preindustrials eren esclaus o serfs, per la qual cosa en alguns països es continua d'utilitzar l'expressió servitud per a denominar-los genèricament encara que siguin assalariats. Habitualment són dones (serventes).
En les "grans cases" (great houses) pròpies de l'era victoriana i eduardiana (l'Anglaterra del segle xix i començament del segle xx, els costums domèstics del qual es divulguen en les novel·les de les germanes Bronte i Conan Doyle, pel·lícules com Rebeca o sèries de televisió com A dalt i A baix i Downton Abbey), una majordoma o governanta era la persona emprada per a portar una casa i el personal domèstic. Segons el Llibre de Gestió de Llars de la senyora Beeton (Mrs Beeton's Book of Household Management, Londres, 1861), la majordoma és la segona al comandament a la casa i llevat en els establiments grans, on hi ha un majordom, la majordoma s'ha de considerar ella mateixa com a representant immediata de la propietària de la casa.

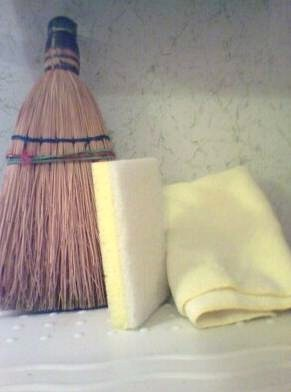
Escombra, fregall i baieta, algunes de les eines necessàries per a fer les tasques domèstiques de neteja.

## Neteja
La tasca domèstica inclou la neteja, és a dir, treure la brossa, netejar superfícies brutes, escombrar i aspirar. També pot incloure algunes tasques a l'aire lliure com ara treure fulles de les canonades, rentar finestres i balaiar terrats. El terme "neteja del hogar" sovint s'utilitza també en sentit figurat en política i negocis per referir-se a l'eliminació de personal, mètodes o polítiques no desitjats amb l'objectiu de reformar o millorar.
La neteja es realitza perquè el llar tingui millor aspecte i olor, i també perquè sigui més segur i fàcil de viure-hi. Sense neteja, pot acumular-se tartre als aixetes, es pot formar fongs en zones humides, apareixen taques a les superfícies de vidre, es pot acumular pols a les superfícies, l'acció de les bacteris al clavegueram i al vàter pot causar males olors i es poden formar teranyines. Les eines utilitzades per a la neteja inclouen aspiradores, escombres, draps i esponges, així com productes de neteja com sabons, desinfectants i lleixiu.

### Bugaderia
Una de les tasques d'una mestressa de casa sovint és la bugaderia, que inclou rentar, doblegar i embolicar articles per a rentar. Altres responsabilitats poden incloure controlar i canviar la roba de llit, així com planxar.

### Recollida de la brossa
La recollida de la brossa és un aspecte important de la neteja del hogar. Les bosses de plàstic per a la brossa estan dissenyades i fabricades específicament per a la recollida de la brossa. Moltes d'elles tenen la mida adequada per a cubs de brossa i contenidors de brossa convencionals. Les bosses estan dissenyades per transportar llaunes d'alumini, ampolles de vidre i altres articles; la majoria de la gent utilitza contenidors de plàstic per al vidre ja que pot trencar-se i trencar la bossa. Algunes tipus de brossa poden ser reciclades.

## Llista de tasques domèstiques
- Neteja
- Neteja domèstica
- Fer el llit
- Rentada de la roba
- Bugaderia
- Rentadora
- Estesa de la roba
- Estenedor
- Assecadora
- Planxada
- Fregar els plats
- Rentavaixella
- Neteja del terra en
- Mànec de fregar
- Escombrada
- Neteja de la pols
- Espolsador
- Aspiradora
- Neteja dels vidres
- Rentavidres
- Robot domèstic
- Bricolatge
- Parament de la llar
- Despesa